# Cartão de cidadão
O Cartão de Cidadão (CC) é o documento de identificação dos cidadãos portugueses, sem limite mínimo de idade. Este foi desenvolvido durante o governo de José Sócrates e começou a ser emitido em 2008. Este cartão substitui não só o bilhete de identidade (ainda em vigor), como também outros documentos, nomeadamente, o cartão de beneficiário da Segurança Social, o cartão de utente do Serviço Nacional de Saúde e o cartão de contribuinte.
A 11 de Junho de 2024, o Cartão de Cidadão foi atualizado para uma versão mais digital e segura, de acordo com as normas europeias.
É obrigatório tê-la desde 20 dias após o nascimento.

## Objectivos
O objectivo principal deste documento foi reduzir o número de cartões de identificação necessários para o cidadão se apresentar perante as instituições do Estado. O CC vem equipado com um chip capaz de guardar dados pessoais cifrados, que segundo o governo português, permite garantir a privacidade desses dados, de modo a que dados médicos não sejam lidos, por exemplo, por funcionários das Finanças; e que uma entidade só veja, de facto, aquilo que importa, por forma a evitar eventuais excessos de poder ou lesar a privacidade do cidadão.
Outro objectivo foi o de melhorar o nível de segurança dos cartões de identificação portugueses, por forma a dificultar eventuais reproduções ou falsificações dos mesmos, por entidades ilícitas/criminosas.

## Outros documentos de identificação
Para grande parte dos efeitos, a carta de condução e o passaporte podem ser usados como documento de identificação suficiente. No entanto, o "bilhete de identidade" ou "cartão de cidadão" podem ser exigidos pelas autoridades portuguesas, podendo o cidadão apresentar um deles. Os estrangeiros devem possuir passaporte ou o cartão de identidade em vigor no seu país de origem, quando nacionais da União Europeia.

## Aspecto do cartão de cidadão
O cartão tem um formato smart card, semelhante a um cartão de crédito.
Na frente:
- Fotografia
- Apelido(s)
- Nome(s) próprio(s)
- Sexo
- Altura
- Nacionalidade (PRT)
- Data de nascimento

Cartão de Cidadão - Frente

- Elementos de identificação civil, semelhantes aos do B.I.
- Número de documento
- Data de validade
- Assinatura do titular
- Número CAN (Card Access Number), no canto inferior direito

No verso:
- Filiação
- Número de identificação fiscal
- Número do Segurança Social (NSS)

Cartão de Cidadão - Verso

- Número de utente do Serviço Nacional de Saúde
- Zona de leitura óptica

O chip:
Um chip de contacto semelhante ao existente em outros cartões como o novo cartão de contribuinte, com:
- Certificados digitais (para autenticação e assinatura eletrónica)
- Uma chave simétrica de autenticação do titular
- Uma chave privada, de um par de chaves assimétricas RSA, que serve para autenticar o titular
- Uma chave privada, de um par de chaves assimétricas RSA, que serve para produzir assinaturas digitais
- A mesma informação visível oticamente
- Morada e outros dados (o sistema será expansível)

## O projeto
Segundo a página web do cartão do cidadão:
"A identificação é o ato de vontade pelo qual o cidadão se dá a conhecer perante terceiros, como sujeito titular de direitos e de deveres. O Cartão de Cidadão permitirá aos cidadãos fazer prova dessa titularidade, por ato de vontade própria, de forma presencial no seu relacionamento com o mundo físico e digitalmente na sua interação com serviços eletrónicos."
"O Cartão de Cidadão é um documento de cidadania. Como documento físico, permite ao cidadão identificar-se presencialmente de forma segura. Como documento tecnológico, permite-lhe identificar-se perante serviços informatizados e autenticar documentos eletrónicos."
"O Cartão de Cidadão é um projeto dinamizador da modernização da Administração Pública.
Na sua dimensão agregadora, junta num só documento as chaves indispensáveis ao relacionamento rápido e eficaz dos cidadãos com diferentes serviços públicos. O Cartão de Cidadão é um projeto amigo do desenvolvimento tecnológico. Na sua vertente digital, promove o desenvolvimento das transações eletrónicas dando-lhes a segurança da autenticação forte e da assinatura eletrónica."
O Cartão de Cidadão possibilitará um Sistema de Relacionamento Multicanal, através dos seguintes meios:
- Cartão de Cidadão
- Canal Internet / Portal do Cidadão : o acesso à realização de serviços electrónicos pelos cidadãos possibilitado pelo cartão terá no Portal do Cidadão, um canal privilegiado na interação desmaterializada com o cidadão através da disponibilização de novos serviços online, designadamente a compra de casa e a alteração de morada só possíveis recorrendo à autenticação forte.

Neste contexto, o Portal do Cidadão suportará ainda o conceito de “single sign-on” do cidadão no seu relacionamento com a Administração pública;
- Canal telefónico / Contact Center : este canal permitirá ao cidadão obter serviços pelo telefone, utilizando para a sua identificação e autenticação as chaves de acesso (“One-time password”) obtidas através do cartão do cidadão e respectivo leitor;
- Canal presencial / Lojas do Cidadão / Outros : o Cartão de Cidadão interagirá com outros projectos, nomeadamente na área do atendimento, concretizando assim a visão de integração de back-offices e de canais de atendimento subjacente ao conceito de Balcão Único.

## Contestações
O novo cartão de cidadão foi bastante contestado durante a sua concepção, pois, ao contrário do que sucede em quase todos os países Europeus, a Constituição Portuguesa diz que "É proibida a atribuição de um número nacional único aos cidadãos" (Parte I, Título II, Capítulo I, Artigo 35º, nº5). Contudo, não foi atribuído ao cartão qualquer tipo de número único. Os números de identificação do cidadão continuarão a ser os antigos números do Bilhete de Identidade, Segurança Social, Sistema Nacional de Saúde e Finanças, e continua a não haver cruzamento directo de dados.
O objectivo do cartão foi o de reduzir o número de cartões de identificação necessários para o cidadão se apresentar perante as instituições do Estado, resultando numa maior comodidade para o utente, que assim reúne num só documento os vários números de cidadania.
Um dos motivos da contestação foi a do custo elevado deste programa quando confrontado com o real benefício. Outro foi o alarme suscitado por sectores políticos da oposição quanto à privacidade dos dados armazenados.

## Emissão para cidadãos brasileiros

Cartão de Cidadão - Frente - Tratado Porto Seguro

Cartão de Cidadão - Verso - Tratado Porto Seguro

Citando o banco de dados PRADO do Conselho da União Europeia: De acordo com o Tratado de Porto Seguro, um modelo idêntico de Cartão de Cidadão pode ser emitido para os nacionais da República Federativa do Brasil, que gozam de igualdade de direitos e deveres. Nesse caso, no campo "Nacionalidade", aparece o código "BRA" e, no verso, a designação "Cidadão brasileiro sob o Tratado de Porto Seguro", em português e em inglês.
O documento não possui linhas ópticas legíveis (MRZ), mas tem a indicação: "Não serve de documento de viagem", em português e em inglês.

## Nota
- Enquanto cidadãos europeus, qualquer cidadão português dispensa a apresentação do passaporte quando viaje ou lhe seja solicitado o documento de identificação dentro do espaço Schengen, bastando para o efeito a exibição do cartão de cidadão ou bilhete de identidade nacionais.[12] Fora deste espaço, estão ainda incluído Irlanda, enquanto Estados-membros da União Europeia.
- A emissão deste cartão tem um custo de 15 € (até completar os 25 anos de idade) e 18 € (após completar os 25 anos de idade).
- "É igualmente interdita a reprodução do cartão de cidadão em fotocópia ou qualquer outro meio sem consentimento do titular, salvo nos casos expressamente previstos na lei ou mediante decisão de autoridade judiciária." Lei nº 7/2007 de 5 de Fevereiro, Artigo 5º, 2.[13]
- Nos primeiros anos, o prazo de validade do Cartão era de 5 anos para a generalidade dos Cidadãos, a partir de 2017 foi alterada para 10 anos de validade para maiores de 25 anos.[14][15]

## Galeria de Cartões de Cidadão

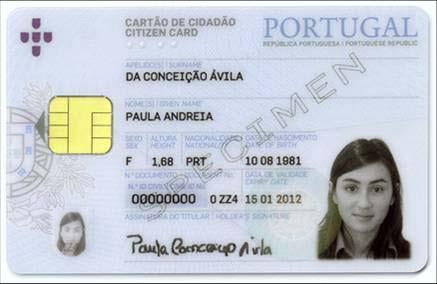
Cartão de Cidadão emitido de 2008 a 2024
Cartão de Cidadão emitido a partir de 11 de junho de 2024